# Петрушино (Новосибірська область)
Петрушино (рос. Петрушино) — присілок у Баганському районі Новосибірської області Російської Федерації.
Входить до складу муніципального утворення Мироновська сільрада. Населення становить 284 особи (2010).

## Історія
Згідно із законом від 2 червня 2004 року органом місцевого самоврядування є Мироновська сільрада.

## Населення
| 2002 | 2007 | 2010 |
| ---- | ---- | ---- |
| 293  | ↘290 | ↘284 |